# Ràuracs
Els ràuracs (en llatí Rauraci o Raurici, en grec antic Ῥαυρικοί) van ser un poble gal de la regió de Basilea.
Les principals ciutats dels ràuracs, segons Claudi Ptolemeu, eren Augusta Rauricorum (Augst, prop de Basilea) i Argentovaria (Artxenheim). El seu territori corresponia al que després seria el bisbat de Basilea.
L'any 58 aC, quan els helvecis van decidir abandonar el seu país, van convèncer als latobriges juntament amb als ràuracs (rauraci) i els tulinges (tulingi), tots ells veïns seus, que emigressin amb ells cap a la Gàl·lia. Van cremar les seves cases, les seves ciutats i pobles per unir-se a aquella emigració. Els latobriges eren uns 14.000 i els tulinges uns 36.000. Més tard, els ràuracs van ser destruïts pels romans al principi de la Guerra de les Gàl·lies.
El seu nom va ser agafat a l'època de la revolució francesa per formar la República Rauraciana. Quan es va proclamar el setembre de 1792 la Primera República Francesa, el malestar es va estendre ràpidament a les terres del príncep-bisbe de Basilea, i es van crear els anomenats «comitès revolucionaris». El 17 de desembre de 1792, es va constituir la República Rauraciana, proclamada com la primera «república filla» de la França revolucionària. Després dels successius col·lapses de dues assemblees nacionals, una tercera assemblea va votar a favor de la incorporació de tot el territori a França, i es va celebrar un referèndum que es creu que va ser realitzat amb pressió i manipulació per part dels francesos. Guanyat el referèndum, el 23 de març de 1793 es va crear el departament francès de Mont-Terrible que tenia la seva capital a Porrentruy.